# Isoglossa oreacanthoides
Isoglossa oreacanthoides är en akantusväxtart som beskrevs av Gottfried Wilhelm Johannes Mildbraed. Isoglossa oreacanthoides ingår i släktet Isoglossa och familjen akantusväxter. Inga underarter finns listade i Catalogue of Life.